# Cultura de los sepulcros de fosa
La cultura de los sepulcros de fosa se estableció en el noreste de la península ibérica, coincidiendo aproximadamente con el actual territorio de Cataluña (España), entre el 4200 y el 3300 a. C.
Hacia mediados del VI milenio  a. C. asistimos en el noreste de la península ibérica a la presencia de las primeras evidencias neolíticas. Estas primeras comunidades procedentes del este del Mediterráneo ocupan tanto las cuevas y abrigos como las zonas de llanura donde construyen sus hábitats al aire libre (buen ejemplo de ellos son los yacimientos, por ejemplo, de Guixeres de Vilobé o La Draga).
Los datos arqueofaunísticos y carpológicos obtenidos en estos primeros yacimientos del Neolítico Antiguo, aunque escasos, ya nos aproximan a un control consolidado de diversas especies de animales domésticos (ovejas –Ovis aries–, cabras –Capra hircus–, bóvidos –Bos taurus– y suidos –Sus domesticus–), de cereales (trigos y cebadas –Triticum aestivum t. compactum, Triticum aestivum/durum, Triticum dicoccum, Hordeum vulgare nudum y Hordeum vulgare–), así como de algunas leguminosas (habas –Vicia fava– y guisantes –Pissum
sativum–).

## Las prácticas funerarias
Las prácticas funerarias durante el Meso-epipaleolítico y los inicios del Neolítico son prácticamente inexistentes. Y es que si del Mesolítico no tenemos hasta el presente restos humanos pertenecientes con seguridad a este momento, del Neolítico Antiguo cabe destacar la sepultura de la Plaza Madrid de Barcelona o el conjunto de sepulturas descubiertas en Can Sadurní.
Esta situación comienza a cambiar de manera significativa a partir de inicios del V milenio. Es entonces cuando los grupos usan determinados espacios como cuevas y abrigos para fines sepulcrales o construyen ex profeso estructuras funerarias que llegan a formar parte de necrópolis: cuevas y abrigos como la Cova de l'Avellaner, la Cova de les Grioteres, la Cova del Pasteral o la Cova dels Lladres.
Contemporáneamente al uso de las cuevas y abrigos, en el Prepirineo central (Tavertet, Gerona) asistimos a la construcción de las primeras estructuras de carácter megalítico. Se trata de estructuras en cista y cámaras rectangulares o trapezoidales (Rajols, Font de la Vena, El Padró, …), cubiertas con grandes túmulos.
A partir de la segunda mitad del V milenio y hasta finales del IV, los grupos no solo dejan de frecuentar paulatinamente las cuevas como lugares de habitabilidad o en los que efectuar determinadas actividades económicas, sino que también abandonan su uso como espacios de enterramiento. En estos momentos, tanto en las zonas de llanura de las tierras del interior como en las áreas próximas a la costa mediterránea, sobresale la práctica de inhumaciones en fosa y en cista, ya sea de manera aislada o formando auténticas necrópolis. Los primeros hallazgos pertenecientes a este grupo se hicieron en el siglo XIX, pero hasta mediados del siglo XX no fueron conocidos como grupo propio. Así Bosch-Gimpera las consideró parte de la cultura de Almería. A principios del siglo XX hablaba de la "Cultura de los Sepulcros de Fosa". Fueron M. Tarradell, A. M. Muñoz, Ripoli y Llongueras los que defendieron este grupo a partir de 1960. Más tarde se identificarían primero dos, más tarde tres grupos dentro de los sepulcros de fosa: Vallesiá, Solsoniá y Empordaniá. El Vallesiá se distribuye en el Vallés a lo largo de la costa mediterránea desde Gerona hasta Tarragona. El Solsoniá se encuentra en el Solsonés, Berguedá, Alt-Urgell y Andorra, en las terrazas y altiplanos de los Pirineos y pre-Pirineos y El Empordaniá en la costa del extremo noroeste de Cataluña. 

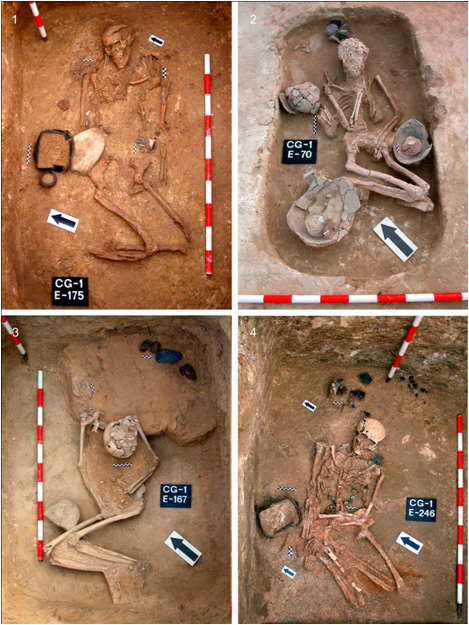
Tumbas de fosas de Can Gambús. De Jordi Rig y Joan Manel Coll.

Es el caso de Sant Pau del Camp con 25 sepulturas, Camí de Can Grau con 25, Puig d'en Roca con 16, Pla del Riu de les Marcetes con 8, El Solar con 5, El Llord con 7, Barranc d'en Fabra con 7, Hort d'en Grimau con 5, o el espectacular complejo arqueológico de la Bòbila Madurell-Can Gambús con, por ahora, más de 180 sepulturas o estructuras con restos humanos (silos o fosas con desechos). Se pueden distinguir varios tipos de tumbas: fosas simples rectangulares u ovales, rectangulares monumentales con repisa y cámara funeraria central rectangular, recorte rectangular, pozo semicircular y cámara en pequeña cueva, recorte rectangular y cámara funeraria y recorte rectangular con pozo lateral que da acceso a cámara funeraria. En general se observan diferencias en el ajuar entre los dos sexos, entre adultos y niños, pero también en la riqueza entre tumbas
Durante el máximo apogeo de las prácticas funerarias realizadas en fosas o en cista (aparecen bastantes ejemplos en las comarcas catalanas del Solsonés, Bergadá y en países vecinos como Andorra o Francia), apenas se conocen poblados o cabañas. En el Solsonés se encuentra además una gran cantidad de brazaletes de concha, que debería venir del Delta del Ebro y de otros puntos de la costa. En El Vallés y en El Solsonés abundan además el sílex melado del sur de Francia en las tumbas y las hachas alpinas. Adquiere una gran importancia la explotación minera, y también esos intercambios a corta o larga distancia. Hay otros objetos que también demuestran el intercambio, como es la cerámica bruñida típica en un grupo al sur de Francia, también los vasos de boca cuadrada, o la cerámica con engobe rojo.
En cada tumba hay dos individuos, nunca más de dos, y que son un hombre y una mujer. Están colocados en la tumba con los brazos y las piernas flexionadas, pero no se cree que esto quisiera decir que era una posición fetal buscada expresamente. Las tumbas y las ofrendas que encontramos son todas muy similares, lo que indica la inexistencia de clases sociales. Las ofrendas consisten en cerámicas lisas sin decoraciones, puntas de flecha de sílex, cuchillos, punzones de hueso y alguna otra herramienta de piedra, y collares hechos con una piedra verde llamada callaita,[cita requerida] quizá portada de lejos (ya que no se encuentra en las cercanías).